# 雲井龍雄
雲井 龍雄（くもい たつお）は、江戸時代末期（幕末）から明治にかけての志士、集議院議員。本名は小島守善（もりよし）。
壮志と悲調とロマンティシズムに溢れた詩人とも評されている。雲井龍雄という名は明治元年（1868年）頃から用いたもので、生まれが辰年辰月辰日から「龍雄」とし「龍が天に昇る」との気概をもってつけたといわれる。

## 生涯
天保15年3月25日（1844年5月12日）、米沢藩士の父・中島惣右衛門（平勘定（会計）、借物蔵役（倉庫当番）等6石3人扶持）と屋代家次女・八百の2男2女の次男として米沢袋町に生まれる。幼名は豹吉、猪吉、さらに権六、熊蔵。
幼い頃は負けず嫌いで腕白な性格であった。8歳で近所の上泉清次郎の家塾に就学し、その優れた才能と胆力を認めた清次郎から孟嘗君と呼ばれた。9歳にて師・清次郎が病死すると山田蠖堂の私塾に移り、12歳の頃には郷学の中心的存在であった曾根俊臣にも師事する。14歳からは藩校興譲館に学び、館内の「友于堂」に入学。興譲館は主に官費で上層藩士の子弟を寄食させて教育する場であったが、龍雄は「優秀」に選抜され藩主から褒章を受け、父母に孝養の賞賜も受けた。好学の龍雄は興譲館に附属する文庫の蔵書約3千冊を殆ど読破し、当時の学風朱子学を盲信する非を悟り陽明学に到達する。

### 幕末
18歳のとき、叔父・小島才助の養子となり、丸山庄左衛門の次女・ヨシを娶る。20歳のときに才助の死去により小島家を継ぎ、21歳で高畠の警衛の任に就いた。慶応元年（1865年）、米沢藩江戸藩邸に出仕、上役の許可を得て安井息軒の三計塾に入門。息軒は昌平黌においても朱子学に節を曲げず、門生には自由に諸学を学ばせた。こうした学風を受け龍雄は経国済民の実学を修め、執事長（塾頭）にも選ばれ、息軒から「谷干城以来の名執事長」といわしめたという（若山甲蔵『安井息軒先生』）。同塾門下生には桂小五郎、広沢真臣、品川弥二郎、人見勝太郎、重野安繹らがいる。またこの頃、同年であり生涯を通じて同志的関係を結んだ息軒の次男・謙助と出会った。
慶応2年（1866年）、藩命により帰国。藩はこの時に世子・上杉茂憲が兵800を率いて京都の治安に当っていたが、龍雄は京都駐兵を解き、代わって具眼の人物を上洛させ天下の形勢を探報させることが上策であると献言するも、保守的藩風には受け入れられなかった。しかし、江戸幕府の長州再征の頓挫や14代将軍・徳川家茂の急死と徳川慶喜の将軍就任など、江戸幕府の実力の失墜は明白であった。そのため、ようやく米沢藩は幕府追随の不得策を知り、茂憲を召還し同時に国老・千坂高雅を京都に派遣、龍雄はその先駆に指名された。千坂ら一行は清水の成就院を本陣としたが龍雄は別行動をとり一木緑、遠山翠等の変名を用いて探索活動に当った。

### 大政奉還
ところが慶応3年10月（1867年11月）に幕府が大政奉還し、同年12月に明治新政府から王政復古の大号令が発せられると、龍雄は新政府の貢士（全国各藩から推挙された議政官）に挙げられた。この貢士就任は門閥の士を差し置いての抜擢であり、その才幹が藩内外を問わず広く知られていたことを示している。なお同年に実父・惣右衛門が病死している。慶応4年（1868年）、鳥羽・伏見の戦いに続き新政府軍の東征が東北に及ぶと、龍雄は京都を発し途中薩摩藩の罪科を訴えた「討薩檄」を起草、奥羽越列藩同盟の奮起を促した。しかし旧幕府勢力が敗れ去ると、米沢にて禁固の身となる。明治2年（1869年）に謹慎を解かれると興譲館助教となるが2ヶ月で辞任して上京、新政府は龍雄を集議院議員に任じた。しかし、多くの議員が薩長の政府要人と繋がりがあるなか、先の薩摩批判や、その一たび議論に及べば相手の屈するまで議論を闘わせる振る舞いが災いし、周囲の忌避に遭いわずかひと月足らずで議員を追われた。

### 明治
一方、戊辰戦争で没落したり削封された主家から見離された敗残の人々が龍雄の許に集まるようになり、龍雄は明治3年2月（1870年）、東京の芝の上行寺（現在の明治学院大学の第二京浜を挟んだ向かいにあったが、現在は神奈川県伊勢原市に移転）、円真寺両寺門前に「帰順部曲点検所」なる看板を掲げ、特に｢脱藩者や旧幕臣に帰順の道を与えよ｣と4回にわたり嘆願書を政府に提出した。これは参議・佐々木高行、広沢真臣らの許可を得たものであったが、実際は新政府に不満を持つ旧幕府方諸藩の藩士が集まっていた。これが政府転覆の陰謀とみなされ、5月に米沢藩御預け、藩地へ送られ謹慎処分を受ける。しかし、8月に東京に呼び出されると、深く取り調べも行われず罪名の根拠は政府部内の準則にすぎない「仮刑律」が適用され、同年12月26日（1871年2月15日）に判決が下り、龍雄は判決2日後に小伝馬町牢獄で斬首刑に処され小塚原刑場で梟首された。享年27。
胴は大学東校に送られて解剖の授業に使用されたという。なお、龍雄を葬った政府は威信を保つためその真蹟をのち覆滅し、龍雄の郷里・米沢でもその名を口にすることは久しくタブーとされていたという。また、同志の原直鉄、大忍坊ら13名は斬首、江秋水ら22人が獄死した。
墓は山形県米沢市の常安寺と谷中霊園にある。「雲井会」により命日に合わせ墓前で雲井祭が催されている。南千住にある回向院には「雲井龍雄遺墳」の墓石がある。

## 逸話
勉強棒
友于堂に入学した龍雄はある日、学友の佐藤志郎の訪問を受けた。佐藤が勉強部屋に入ると、一尺程の棒があった。不思議に思って尋ねると龍雄は「これは勉強棒というものだ」と答えた。さらにその訳を佐藤が尋ねると「僕の頭の瘤を見たまえ。夜勉強していて眠くなると、これで頭を殴るのだ。始めは水で顔を洗ったが駄目なので、薄荷を目蓋に付けてみた。すると目がヒリヒリして仕方がない。唐椒を舐めてみたら辛くて本を読むどころではなかった。この棒で殴るのが一番よい。この間『春秋左氏伝』を読んだときもこれで殴りながら読んだのだよ」と言ったという。
本に化けた毛布代
三計塾にいる頃、龍雄は息軒の命を受けて毛布を購入するため横浜の商館に赴いたがその資金で「万国公法」を買ってしまい、しかも却って息軒からその正しさを激賞されたという。
清水の心
4度にわたる嘆願書も奏功せず米沢藩で謹慎処分となった龍雄は知友・河村徳友宅で謹慎中に筆墨を揮うとき、1回ごとに2階から降りて庭の水を汲んだという。徳友の令孫の祖母が、2階の置き水を使ったらと勧めると龍雄は「筆墨は清らかな心で揮わなければならない。そのためには、きれいな水でなければならない」と言ったという。
後世への影響
雲井龍雄の漢詩は、明治初期には広く読まれ、自由民権運動の志士たちに好まれた。
若き日の西田幾多郎も雲井龍雄の墓を訪れ、
と記している。（明治二十四年、山本良吉宛書簡）
幸徳秋水も、死刑執行を目前に控えた獄中で綴った未完の「死刑の前に」という一文の中で、
と記し、自らの運命を受けいれるために思い浮かべる先人の一人として、雲井の名を挙げている。
漢詩が徐々に一般的に読まれなくなった頃から、雲井の記憶は一般的には薄れていったようであるが（他方、権力に屈しない公議原理主義者として殉じた点から右翼団体の支持はあった）、戦後においては藤沢周平が『雲奔る』という雲井龍雄を主人公とした中篇小説を描いている。

## 辞世
- 「述懐」

死不畏死 死して死を畏（おそ）れず
生不偸生 生きて生を偸（ぬす）まず
男兒大節 男児の大節は
光與日爭 光（かがやき）日と爭（あらそ）う
道之苟直 道 之（これ）苟（いやし）くも直（なお）くんば
不憚鼎烹 鼎烹（ていほう）をも憚（はばか）らず
渺然一身 渺然（びょうぜん）たる一身なれど
萬里長城 万里の長城たらん

## 龍雄を弔う愛誦吟
- 「吊亡友雲井龍雄」（亡友・雲井龍雄を吊う、作者不詳）

墨田之花可醉 墨田の花醉う可し
蓮湖之月可吟 蓮湖の月吟ず可し
想昔連騎豪遊日 想う昔連騎豪遊の日
櫻花爛漫月沈々 櫻花爛漫月沈々
錦城春暗辛未年 錦城春は暗し辛未（しんび）の年（明治4年）
人生浮沈是天然 人生の浮沈これ天然
若有孤心徹亡友 もし孤心の亡友に徹する有らば
感涙為水到九泉 感涙水と為って九泉に到らん

## 主要な作品
- 雲井龍雄手抄・杉原夷山註解『王陽明傳習録』千代田書房・杉本梁江堂、1910年

- 檄文の「討薩の檄」、漢詩の「辞世」は上記参照

その他の主要な漢詩に、「白梅篇」「北下途上」「息軒先生に呈す」「釋大俊 時事に憤を発し、慨然として済度の志有り、将に其の親を尾州に帰つて省せんとす、之を賦して以て贈る」 「相馬城に人見子勝に別る」 「述懐」「集議院の障壁に題す」  など。

## 関連作品
小説・戯曲
- 吉川英治「明治秋風吟」『吉川英治全集 第44巻』講談社（1970年）所収
- 童門冬二『雲井龍雄』新人物往来社、1974年
- 八切止夫『爆裂お玉 明治奇談』昭和シェル出版、1977年
- 藤沢周平『雲奔る 小説・雲井龍雄』文春文庫、1982年
- 須藤澄夫『幕末残照—雲井龍雄との対話』新人物往来社、1987年
- 鈴木富夫「知られざる英傑 『雲井龍雄』小伝 四幕」『戯曲春秋』第22号、2007年

ドラマ
- 『獅子の時代』(NHK大河ドラマ、作:山田太一、1980年放送、演:風間杜夫)
- 『翔ぶが如く』(NHK大河ドラマ、1990年放送、演:石井愃一)